# Giovanni Francesco Rota
Giovanni Francesco Rota (1520 – Bologna, 1558) è stato un medico italiano rinascimentale.
Chirurgo dell'esercito pontificio, combatté nell'assedio della Mirandola. 
Nel 1555 stampò in latino il Libro della natura e della cura delle ferite dei tormenti bellici.